# Futsal
Futsal je halová obdoba fotbalu. Vznikl v Brazílii původně jako sport fotbalových veteránů. Po fotbalové kariéře se přemístili hráči z trávníků do menších ploch, do hal. Název futsal vznikl ze španělských nebo portugalských slov FUTbol nebo FUTebol a ze španělského nebo francouzského výrazu pro sál - SALon nebo SALa. V češtině se tato hra často nesprávně nazývá sálová kopaná nebo halový fotbal, což jsou však jiné sporty.
První mezinárodní soutěž byla sehrána v roce 1965. Tehdy Paraguay získala první Jihoamerický pohár. Všech šest dalších Jihoamerických pohárů, až do roku 1979, vyhrála Brazílie. Brazílie pokračovala ve svém vítězném tažení i v prvním Panamerickém poháru v roce 1980 a vyhrála jej též v roce 1984.

## Stručná pravidla
- počet hráčů na hřišti: dvě družstva, každé 4+1 (4 hráči v poli, 1 brankář); počet střídání není omezen podobně jako v ledním hokeji
- velikost míče: 4, s tlumeným odskokem
- hrací plocha: 16-25 × 25-42 m (musí být obdélníková, tj. nikoliv 25×25m)
- hrací plocha, mezinárodní utkání: 20-25 × 38-42 m
- doba trvání zápasu: 2×20 min; pokud je míč mimo hru, časomíra se pozastavuje
- Míč mimo hru hráči v poli odkopávají ze země (nevhazují rukama).

## Turnaje

### Mistrovství světa
(pod Souhrnem FIFA)
| rok  | Pořadatel  | Zlato       | Stříbro    | Bronz       |
| ---- | ---------- | ----------- | ---------- | ----------- |
| 1989 | Nizozemsko | Brazílie    | Nizozemsko | USA         |
| 1992 | Hongkong   | Brazílie    | USA        | Španělsko   |
| 1996 | Španělsko  | Brazílie    | Španělsko  | Rusko       |
| 2000 | Guatemala  | Španělsko   | Brazílie   | Portugalsko |
| 2004 | Tchaj-wan  | Španělsko   | Itálie     | Brazílie    |
| 2008 | Brazílie   | Brazílie    | Španělsko  | Itálie      |
| 2012 | Thajsko    | Brazílie    | Španělsko  | Itálie      |
| 2016 | Kolumbie   | Argentina   | Rusko      | Írán        |
| 2021 | Litva      | Portugalsko | Argentina  | Brazílie    |
| 2024 | Uzbekistán | Brazílie    | Argentina  | Ukrajina    |

### Mistrovství Evropy
| rok  | Pořadatel   | Zlato       | Stříbro     | Bronz           |
| ---- | ----------- | ----------- | ----------- | --------------- |
| 1996 | Španělsko   | Španělsko   | Rusko       | Belgie          |
| 1999 | Španělsko   | Rusko       | Španělsko   | Itálie          |
| 2001 | Rusko       | Španělsko   | Ukrajina    | Rusko           |
| 2003 | Itálie      | Itálie      | Ukrajina    | Španělsko Česko |
| 2005 | Česko       | Španělsko   | Rusko       | Itálie          |
| 2007 | Portugalsko | Španělsko   | Itálie      | Rusko           |
| 2010 | Maďarsko    | Španělsko   | Portugalsko | Česko           |
| 2012 | Chorvatsko  | Španělsko   | Rusko       | Itálie          |
| 2014 | Belgie      | Itálie      | Rusko       | Španělsko       |
| 2016 | Srbsko      | Španělsko   | Rusko       | Kazachstán      |
| 2018 | Slovinsko   | Portugalsko | Španělsko   | Rusko           |
| 2022 | Nizozemsko  | Portugalsko | Rusko       | Španělsko       |